# María Sáez de Vernet
María Sáez Pérez de Vernet (Montevideo, 19 de noviembre de 1800 - Buenos Aires, 20 de octubre de 1858) fue la esposa de Luis Vernet, primer Comandante Político y Militar de las Islas Malvinas, como parte de las Provincias Unidas del Río de la Plata, actual Argentina. Se conserva hasta la actualidad el "Diario de 1829 en Malvinas" escrito por María durante su residencia en Puerto Soledad, Islas Malvinas, que contaba sus impresiones, los primeros pasos de su hija Sofía, el embarazo y nacimiento de Matilde, sus amistades y el día a día del asentamiento argentino. El diario de María, junto a otros documentos y cartas son conservados en el Archivo General de la Nación. Debido a sus escritos es considerada como la «cronista de la soberanía argentina en las Malvinas».

## Biografía
Nació en Montevideo, actual capital de Uruguay, siendo hija de Francisco Sáez, un acaudalado negociante, y Josefa Pérez. Tenía un hermano llamado Loreto. El 17 de agosto de 1819 se casó con Luis Vernet, a quien había conocido cuando él montó una empresa comercial con Conrado Rücker. Tuvieron siete hijos.
Vernet cuando fue nombrado Comandante Político Militar en Puerto Soledad en 1829, se trasladó junto con su esposa embarazada de dos meses y tres de sus hijos (Emilio, Luisa y Sofía) llegando el 15 de julio. A partir de ese día comenzó a escribir su diario personal. El 5 de febrero de 1830 nació Matilde, la primera persona en tener registro en nacer en las Islas Malvinas. Al respecto del nacimiento, María escribió en su diario:

¡Mi mujercita malvinense! La tengo en mis brazos. Su boquita ávida como un botón de rosa ya quiere succionar. Me embarga de dulzura. Es un milagro. Beso sus deditos. Perfecta. Mi mujercita isleña. Mi niña valiente que ha nacido en una isla, ahora más que nunca, como si hubiéramos enarbolado entre las dos una bandera...

El diario de María también cuenta sobre la toma de posesión de las islas a nombre de la Argentina:

Domingo 30 de Agosto — Muy buen día de Santa Rosa de Lima, y por lo que determinó Vernet tomar hoy posesión de la isla en nombre del gobierno de Buenos Aires, a las doce se reunieron los habitantes se enarboló la Bandera Nacional a cuyo tiempo se tiraron veintiún cañonazos, repitiéndose sin cesar el ¡Viva la Patria! puse a cada uno en el sombrero con cinta de dos colores que distinguen nuestra Bandera, se dio a reconocer el Comandante.

El capitán Robert Fitz Roy fue huésped de la comandancia de Malvinas. Algunos de sus comentarios dejan entrever cómo el continuo progreso material de la colonia había permitido alcanzar cierto grado de refinamiento en medio de la inhóspita geografía. Allí nombra a María Sáez: 

El gobernador Luis Vernet me recibió con cordialidad. Está muy bien informado y habla varios idiomas. Su casa es larga y baja de un solo piso y paredes muy gruesas de piedra. Encontré allí una buena biblioteca de obras españolas, alemanas e inglesas. Durante la comida se sostuvo animada conversación en la que tomaban parte Mr. Vernet, su esposa, Mr. Brisbane y otros; por la noche hubo música y baile. En la habitación había un gran piano; la señora de Vernet, una bonaerense, nos dejó oír su excelente voz que sonaba un poco extraña en las Falklands, donde solo esperábamos encontrar algunos loberos.

María tocaba el piano propiedad de su esposo, que había sido llevado a las islas desde Buenos Aires. Los viajeros y personalidades que pasaron por la colonia, como Fitz Roy, se refirieron al «refinamiento» y nivel cultural de los Vernet. En diversas veladas, ella tocaba el piano y cantaba. Robert Greenhow, complementó el reporte de Fitz Roy, escribiendo que María «ejecutaba música de Rossini con mucho gusto». María, pese al clima y ambiente inhóspito y la geografía salvaje geografía, creó un hogar. Su salón se convirtió para los pobladores de la isla Soledad en una «fuente de alegría y seguridad», permitiéndoles afrontar y superar las dificultades y poner en marcha una pujante economía.
Tras el incidente de la Lexington, el 19 de noviembre de 1832, Vernet y su familia abandonaron las islas de forma permanente a bordo la goleta lobera Harriet, que había sido apresada a los estadounidenses, con destino a Buenos Aires. En Buenos Aires tuvo contacto con Gertrudis Sánchez, esposa de Juan Esteban Francisco Mestivier, sucesor de Vernet como comandante de las islas. María le dio a Gertrudis consejos sobre la vida isleña y le presentó a la pequeña Matilde. Esto ocurrió pocos meses antes de la ocupación británica de las Malvinas de 1833.
María Sáez de Vernet falleció en la capital argentina en 1858. Sus restos descansan en el Cementerio de La Recoleta. Su fallecimiento provocó la depresión de Luis Vernet, que durante de esos años buscaba en el Reino Unido una indemnización por sus pérdidas sin tener mucho éxito.
Ernesto Cilley Hernández, bisnieto de María, publicó en 1989 el diario de 1829 en forma bilingüe español-inglés.
En 2012 la Biblioteca Nacional de la República Argentina realizó un concurso de becas de investigación llamado María Sáez de Vernet orientado a investigar la historia, la actualidad y las representaciones de las Malvinas en la prensa, la literatura y el ensayo, en documentos oficiales, en la cartografía, la fotografía y la música.
En el marco del Día Internacional de la Mujer de 2015, el Museo Malvinas e Islas del Atlántico Sur de Buenos Aires presentó la muestra «Malvinas, mi casa», que se trató de una serie de acuarelas que reflejan la vida en Malvinas en 1829, basadas en el diario de María Sáez.